# ABUS

Edificio de oficinas de la sede central de ABUS en Alemania

ABUS Grúas es una compañía alemana y empresa internacional de grúas de hasta 120 toneladas y equipos elevadores así como servicios de máquinas de herramientas. La empresa cuenta con más de 1.100 empleados en Europa y China, repartidos en siete filiales y 27 socios comerciales en todo el mundo.
La empresa está especializada en grúas puente, grúa giratoria, grúas de pórtico, grúas suspendidas, polipastos de cable de acero eléctricos y polipastos de cadena eléctricos. Abus es uno de los mayores fabricantes de grúas de Europa. Su área de influencia es mundial, excluidos los Estados Unidos de América y los estados delincuentes. En la sede central hay una gran sala de exposición llamada KranHaus, donde se pueden inspeccionar y probar todos los productos. Una filial extranjera española se encuentra en Centelles (Barcelona). El eslogan de la empresa es: Movement Up.

## Historia
ABUS Kraansystemem existe desde 1965 y fue fundada por Werner Bühne. Con sede en Alemania, la sede internacional de la empresa se encuentra en Gummersbach, a unos 50 kilómetros al este de la gran ciudad más cercana, Colonia. Desde su fundación, ABUS se ha especializado en el desarrollo y la producción de sistemas de transporte que pueden soportar cargas de 80 kg a 120 toneladas. Anualmente, la empresa produce unos 6.000 sistemas de grúa y 14.000 dispositivos de elevación.

## Productos

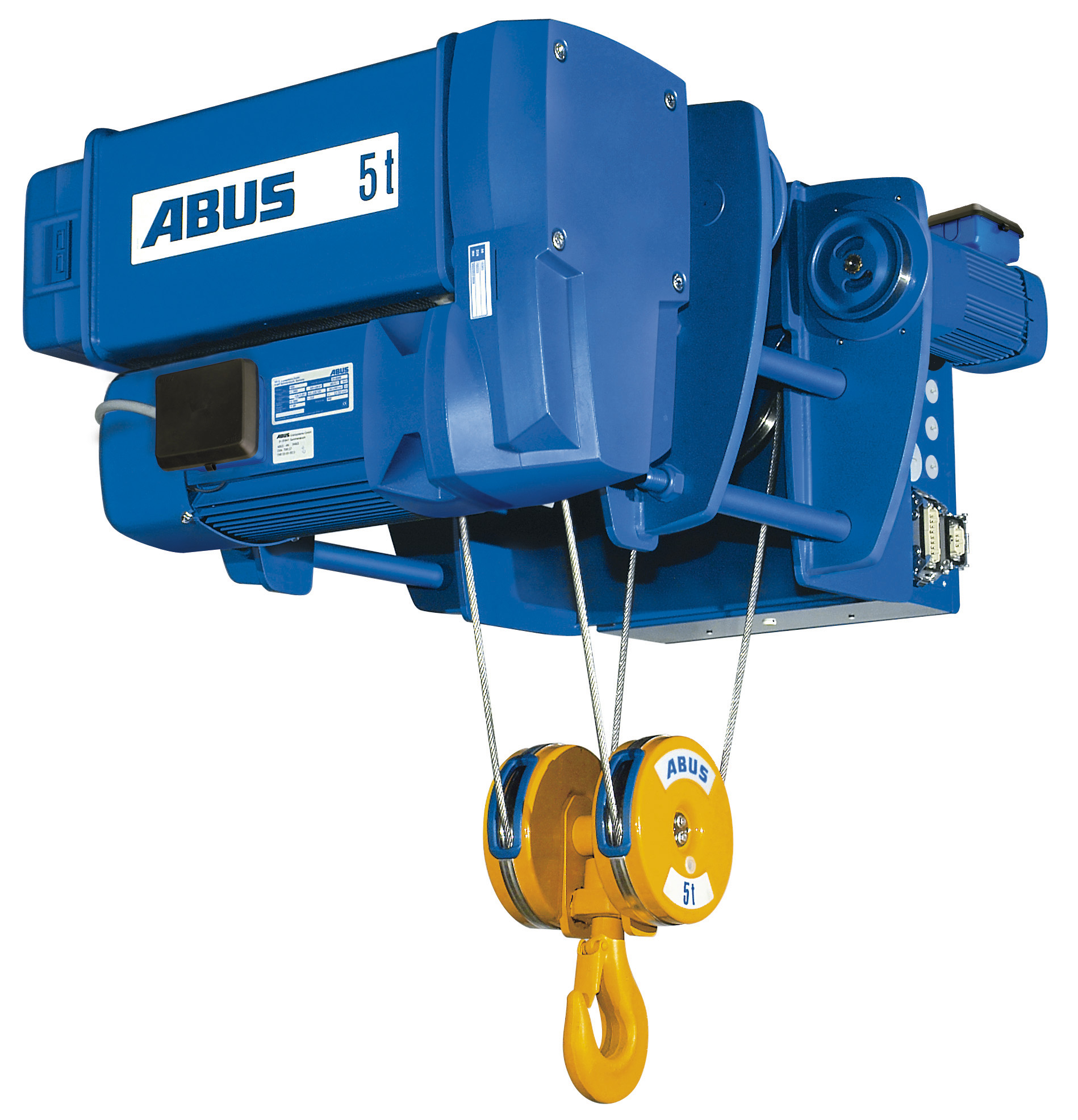
Polipasto eléctrico de cable como carro monorraíl
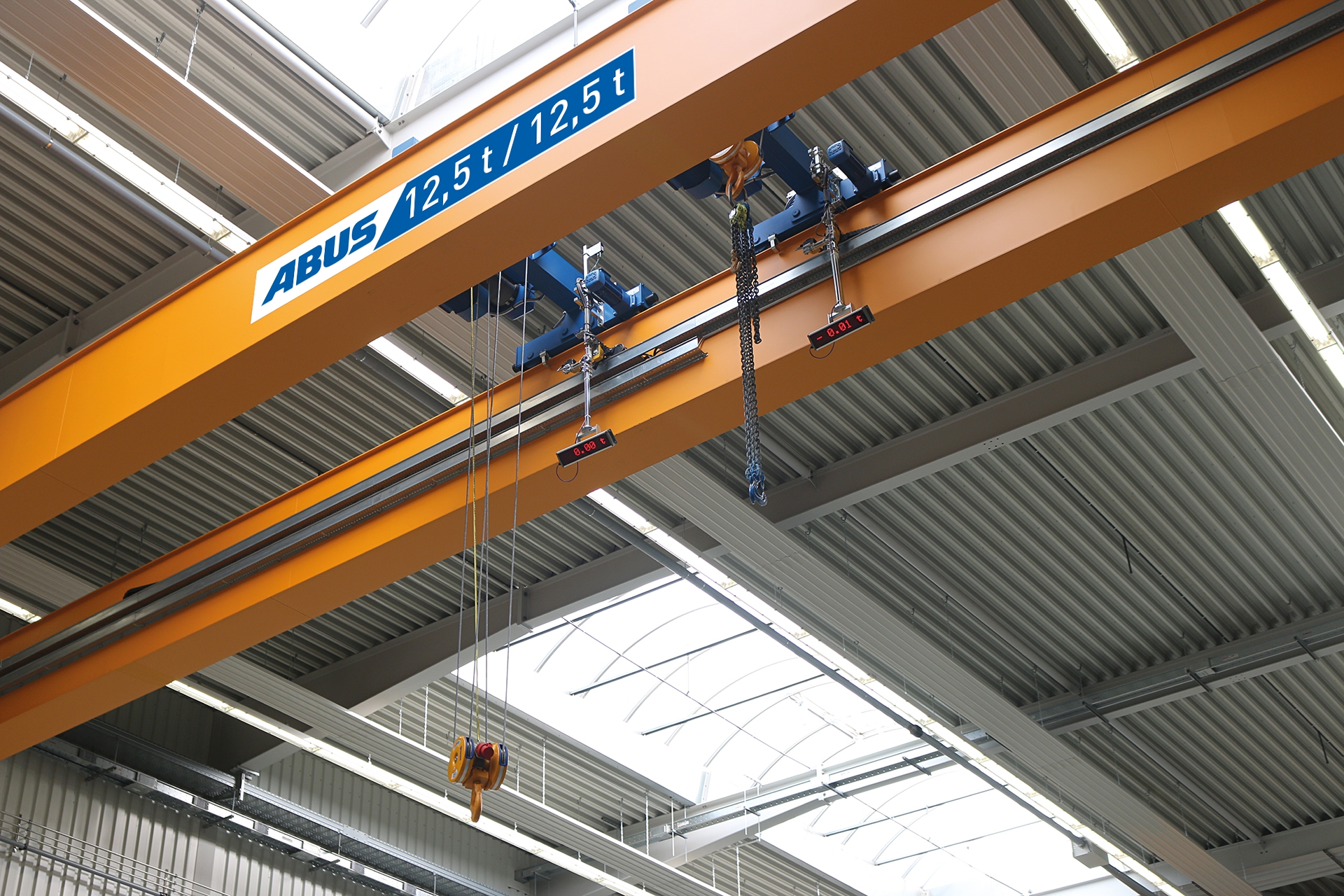
Puente grúa de dos vigas con carro
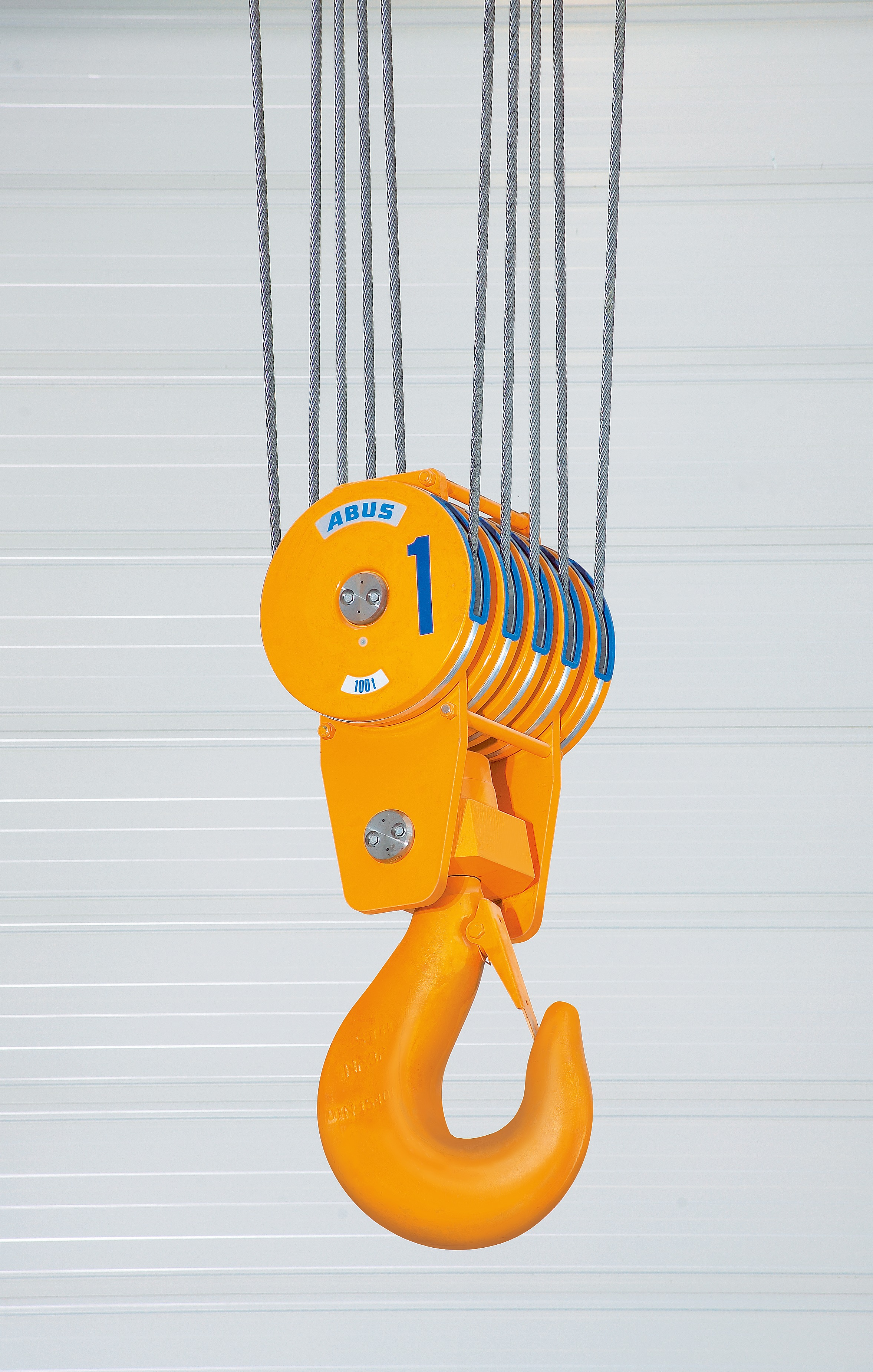
Bloque de gancho con gancho de carga